# Монтебруно
Монтебруно (итал. Montebruno) — коммуна в Италии, располагается в регионе Лигурия, в провинции Генуя.
Население составляет 248 человек (2008 г.), плотность населения составляет 14 чел./км². Занимает площадь 18 км². Почтовый индекс — 16025. Телефонный код — 010.
В коммуне 8 сентября особо празднуется Рождество Пресвятой Богородицы, а также Успение Пресвятой Богородицы.

## Демография
Динамика населения:

## Администрация коммуны
- Официальный сайт: